# Amonardia pelophila
Amonardia pelophila är en kräftdjursart som beskrevs av Por 1964. Amonardia pelophila ingår i släktet Amonardia och familjen Miraciidae. Inga underarter finns listade i Catalogue of Life.